# Sjena palona

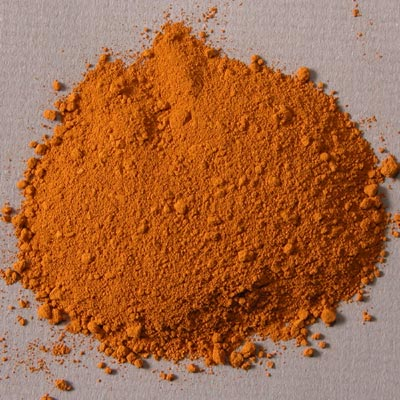
Sjena palona

Sjena palona to pigment tlenków żelaza o ciepłej, brązowawej barwie. Sjenę paloną uzyskuje się w chemicznym procesie spalania gliny limonitowej (tzw. sjeny surowej).

## Odcienie w kolorze sjeny
- Sjena palona (Hex: #E97451) (RGB: 233, 116, 81)
- Sjena surowa (Hex: #AB734E) (RGB: 171, 115, 78)
- Sjena (Hex: #882D17) (RGB: 136, 45, 23)
- Sjena ciemna (Hex: #3C1414) (RGB: 60, 20, 20)